# Турнефёй (кантон)
Турнефёй (фр. Tournefeuille, окс. Tornafuèlha) — кантон во Франции, находится в регионе Юг — Пиренеи, департамент Верхняя Гаронна. Входит в состав округа Тулуза.
Код INSEE кантона — 3153. Всего в состав кантона Турнефёй входит 3 коммуны, из них главной коммуной является Турнефёй.

## Население
Население кантона на 2011 год составляло 50 560 человек.
| 1968 | 1975 | 1982 | 1990 | 1999   | 2006   | 2011   |
| ---- | ---- | ---- | ---- | ------ | ------ | ------ |
| —    | —    | —    | —    | 44 007 | 49 720 | 50 560 |

## Коммуны кантона
| Коммуна         | Население, чел. (2010) | Код INSEE | Почтовый индекс |
| --------------- | ---------------------- | --------- | --------------- |
| Вильнёв-Толозан | 8637                   | 31588     | 31270           |
| Кюньо           | 15 807                 | 31157     | 31270           |
| Турнефёй        | 25 340                 | 31557     | 31170           |